# Acissläktet
Acis är ett släkte av amaryllisväxter. Acis ingår i familjen amaryllisväxter. Släktet har nio arter. Arterna förs ibland till släktet snöklockssläktet (Leucojum).
Släktet består av fleråriga lökväxer. Bladen är remlika. Blommorna är klocklika, nickande, vita eller rosa. De sitter ensamma eller upp till 7 stycken, stödda av 1-2 hölsterblad.  Blompip och bikrona saknas. Hyllebladen är fria och mer eller mindre lika varandra. Ståndarknapparna är trubbiga. Frukten är en rundad kapsel med många frön.

## Arter
Catalogue of Life listar följande nio arter i släktet:
- Acis autumnalis
- Acis fabrei
- Acis ionica
- Acis longifolia
- Acis nicaeensis
- Acis rosea
- Acis tingitana
- Acis trichophylla
- Acis valentina

## Bilder

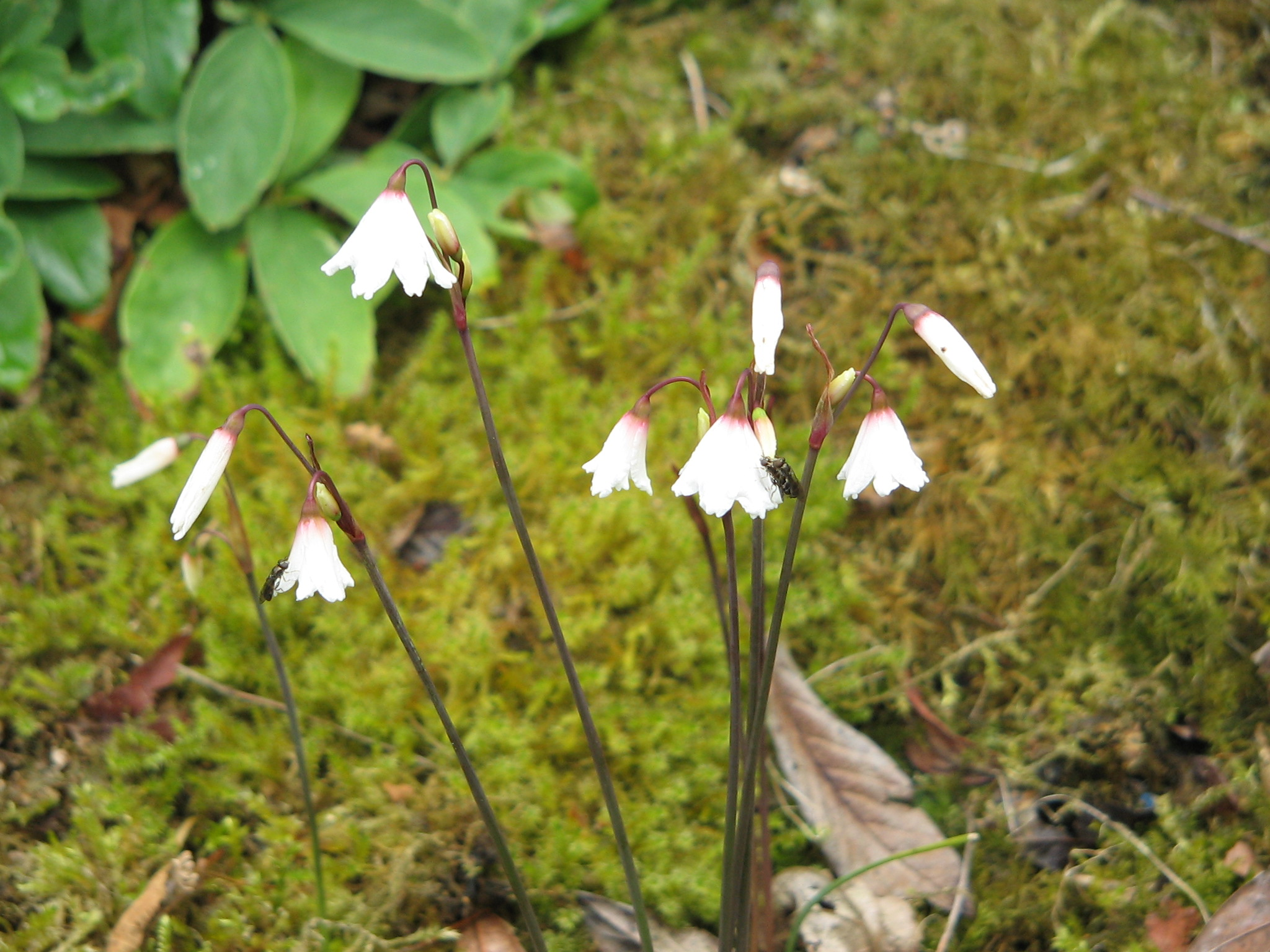
Acis autumnalis
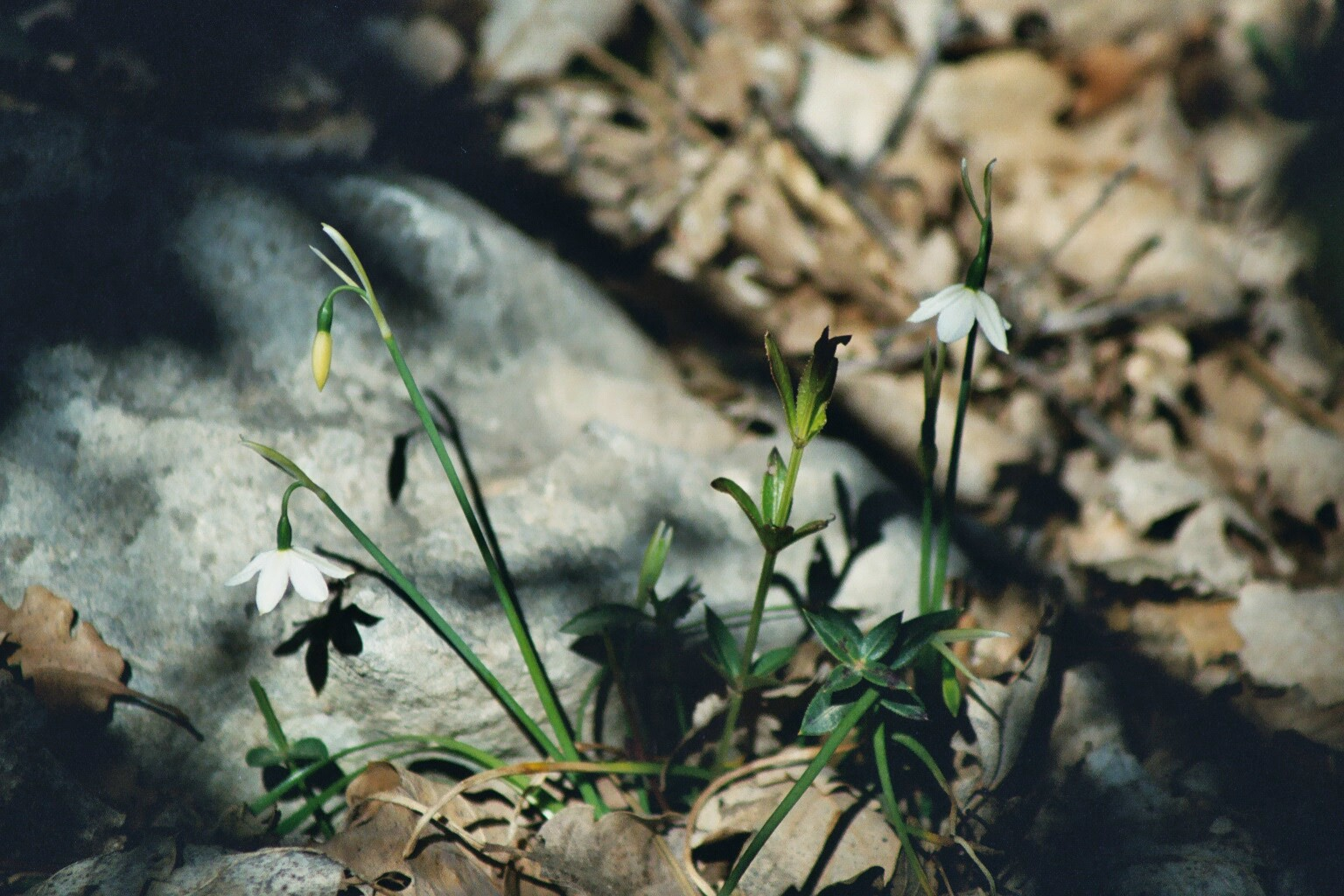
Acis fabrei
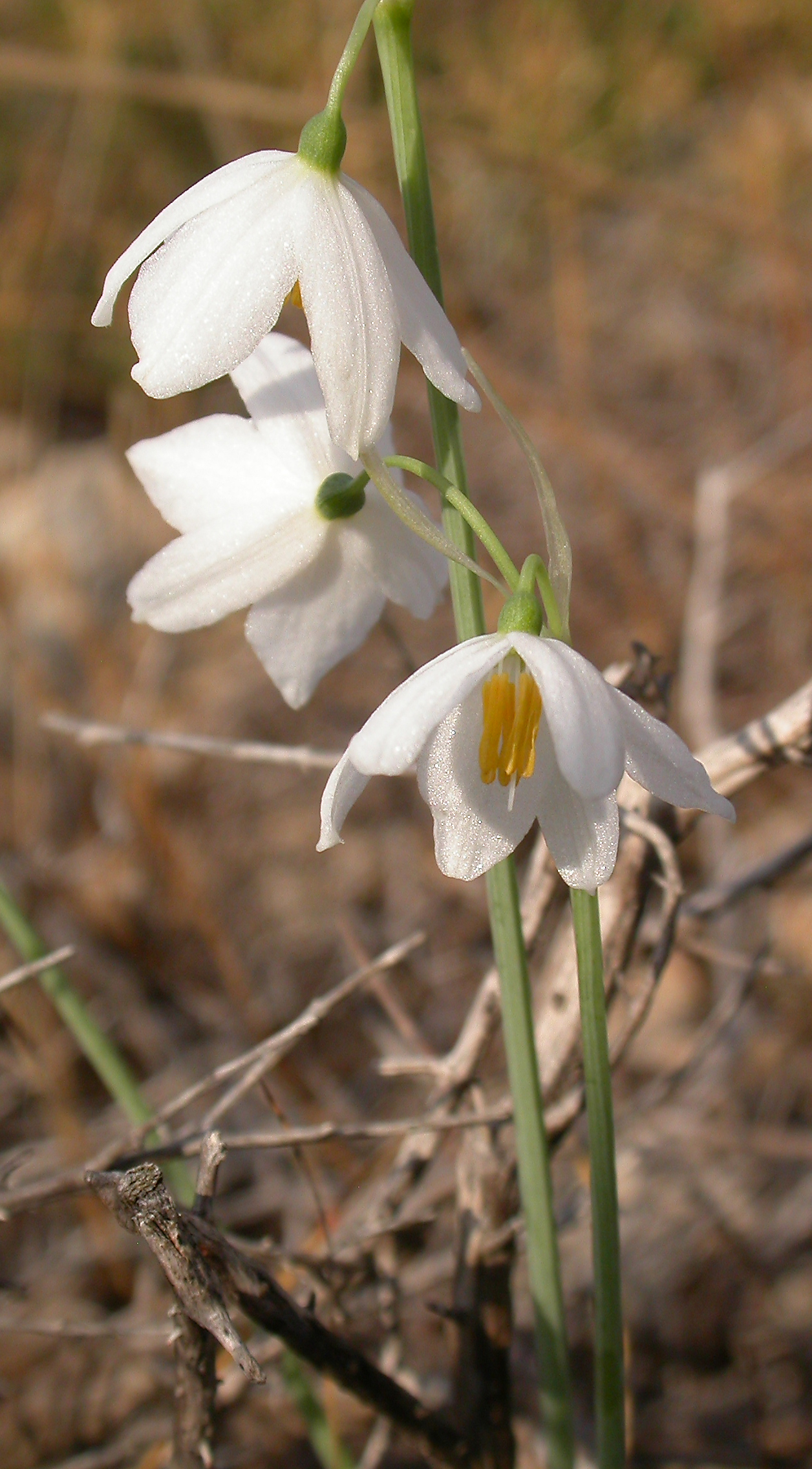
Acis ionica
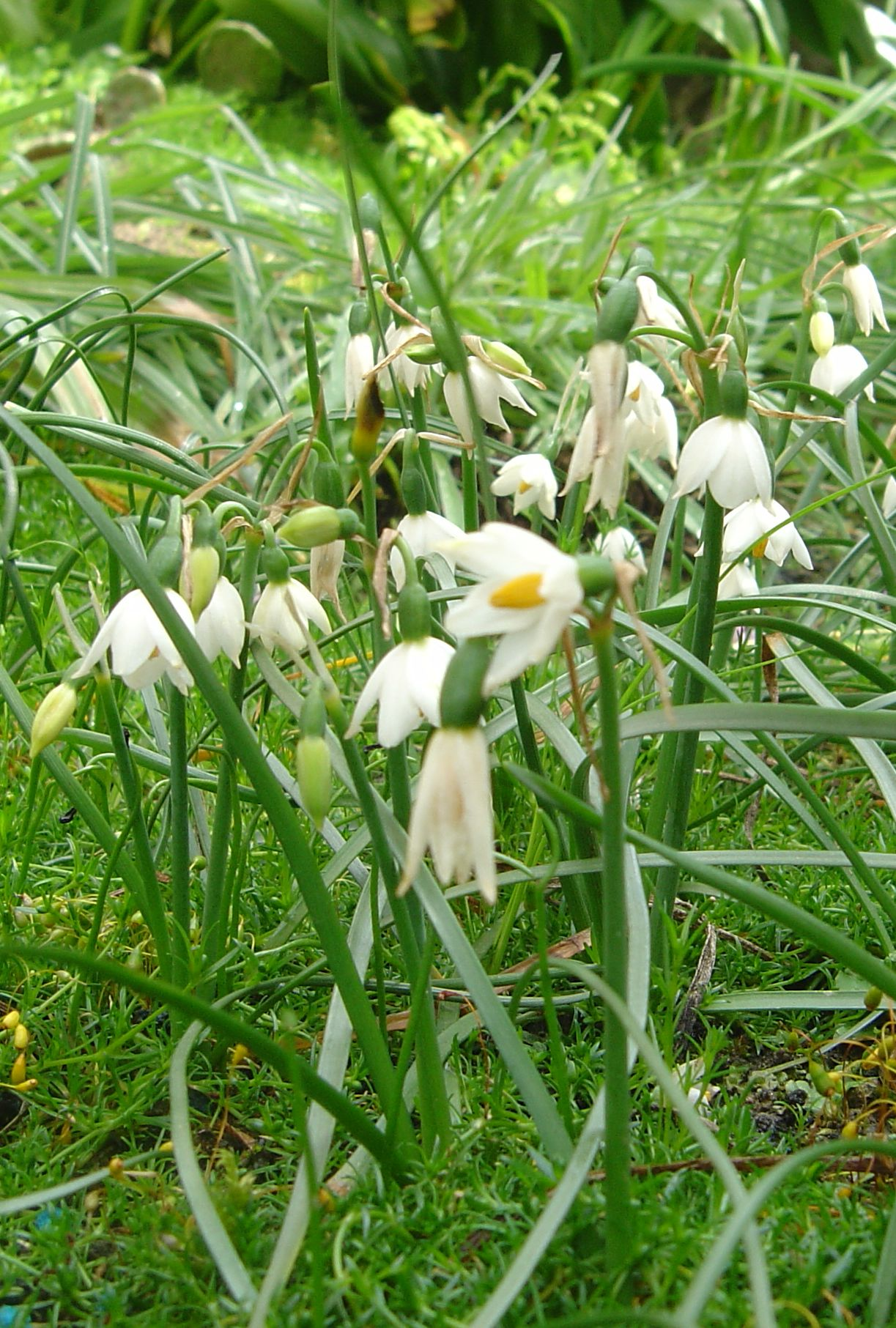
Acis nicaeensis
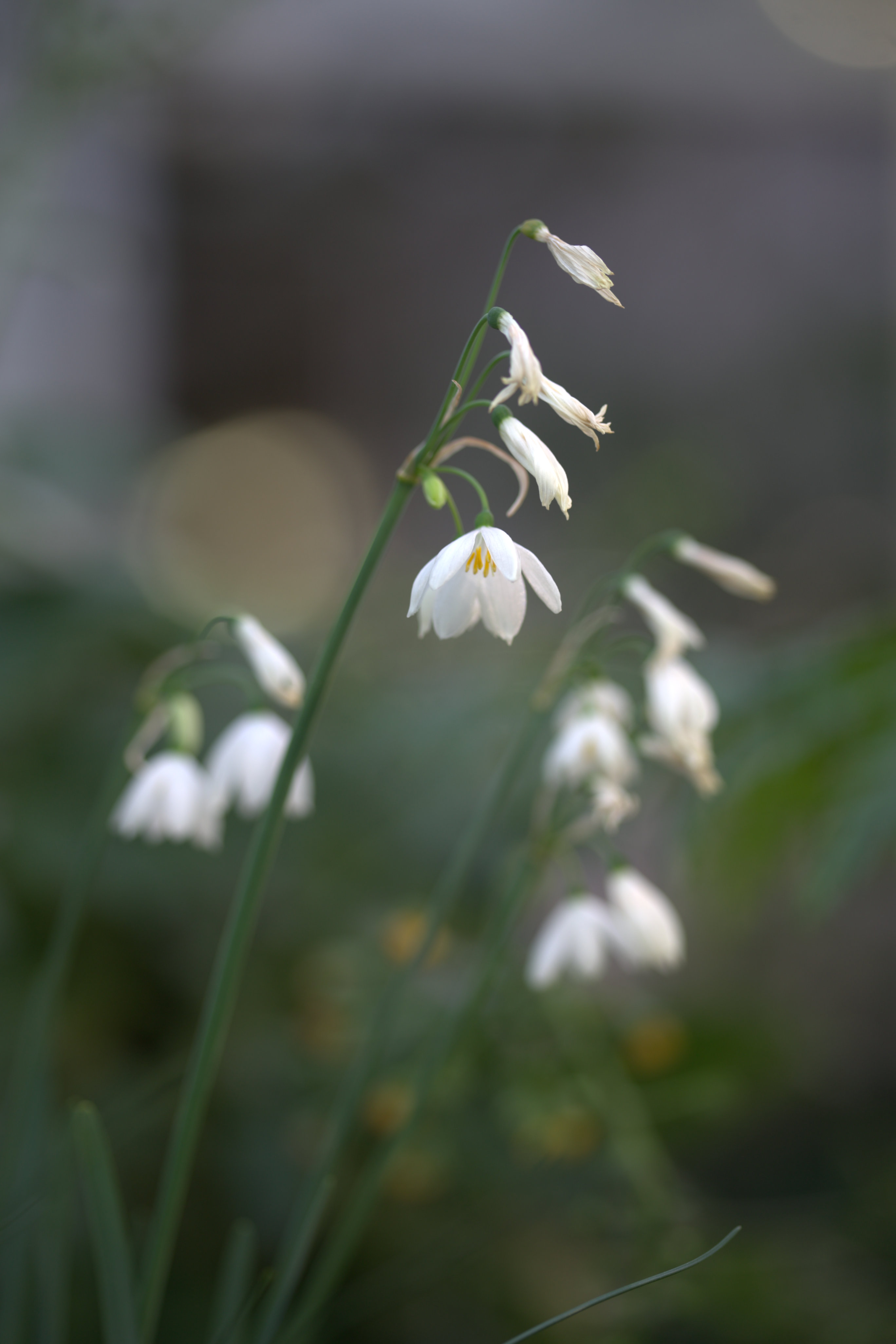
Acis tingitana
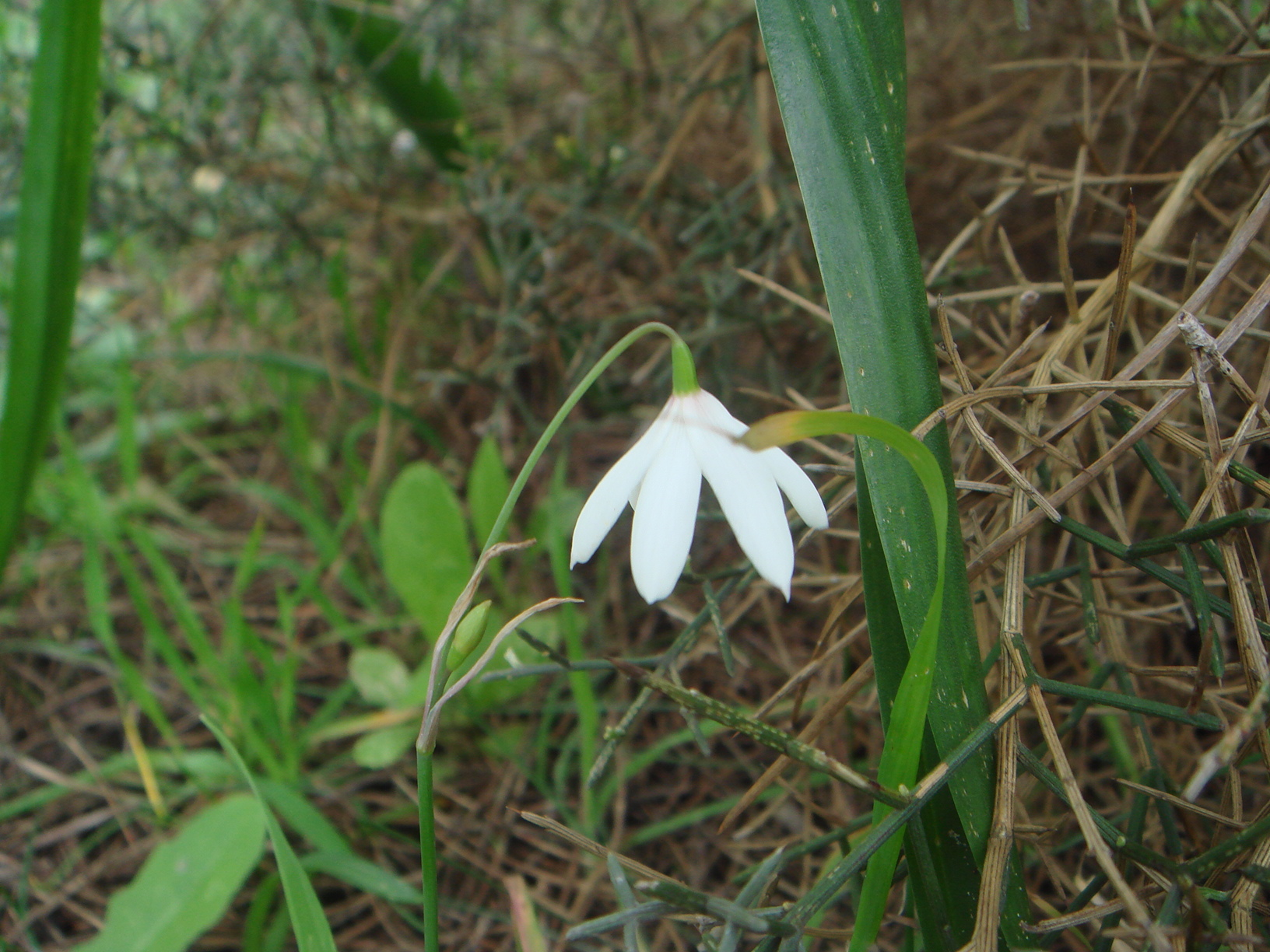
Acis trichophylla
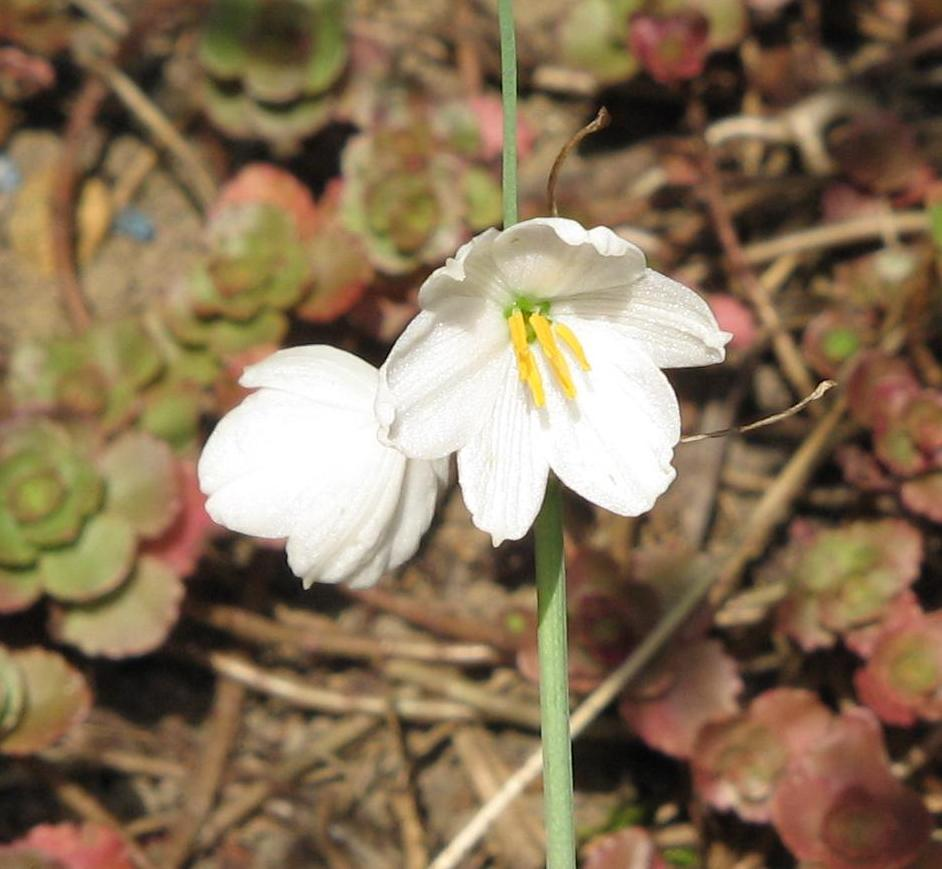
Acis valentina